# San Diego Mariners (PHL)
Die San Diego Mariners waren ein US-amerikanisches Eishockeyfranchise der Pacific Hockey League aus San Diego, Kalifornien.  

## Geschichte
Das Franchise wurde 1977 als Mitglied der Pacific Hockey League gegründet. Der Name wurde in Anlehnung an das gleichnamige Team der World Hockey Association gewählt. In der Saison 1977/78 belegte die Mannschaft den dritten Platz der regulären Saison. Anschließend wurde das Franchise verkauft und setzte zur Saison 1978/79 als San Diego Hawks den Spielbetrieb in der PHL fort. In der regulären Saison belegten sie den zweiten Platz, wobei die Liga noch während des laufenden Spielbetriebs aufgelöst wurde. Anschließend stellten auch die San Diego Hawks den Spielbetrieb ein.

## Bekannte Spieler
- Mike Bloom